# E-Z 표시
E-Z 표기법(영어: E-Z notation 또는 E-Z convention)은 IUPAC에서 권장하는 유기화학에서 이중 결합의 절대 입체화학 표시 방법이다. 이는 상대 입체화학만을 나타낼 수 있는 시스-트랜스 표기법의 확장으로, 세 개나 네 개의 치환기를 갖고 있는 이중 결합을 나타낼 수 있다.
칸-잉골드-프렐로그 순위 규칙을 따라 이중 결합의 각 치환기에는 순위가 매겨진다.
우선 순위를 가진 치환기 2개가 이중 결합의 반대쪽에 있다면 E (독일어로 "반대쪽"이라는 의미의 "entgegen"에서 유래), 같은 쪽에 있다면 Z (독일어로 "함께, 같은 쪽"이라는 의미의 "zusammen"에서 유래)로 표기한다.
|               |  |               |
| (E)-But-2-ene |  | (Z)-But-2-ene |

E와 Z는 관례적으로 정상적인 크기인 대문자로, 이탤릭체로, 괄호 안에, 그리고 하이픈으로 화합물명의 나머지 부분에서 분리된 상태로 표기한다. 단, 영어에서 첫 글자를 대문자화하는 문법 사항에는 영향을 주지 않는다(위의 예시 참조).

## 같이 보기
- 기하 이성질체

## 참조
- 틀:BlueBook1993